# 4438 Sykes
4438 Sykes је астероид главног астероидног појаса. Приближан пречник астероида је 24,86 ,
а средња удаљеност астероида од Сунца износи 3,168 астрономских јединица (АЈ).
Инклинација (нагиб) орбите у односу на раван еклиптике је 13,300 степени, а орбитални период износи 2059,873 дана (5,639 година). Ексцентрицитет орбите астероида износи 0,250.
Апсолутна магнитуда астероида износи 11,50 а геометријски албедо 0,071.
Астероид је откривен 29. новембра 1983. године.